# Helen Wyman
Helen Wyman (Saint Albans, Hertfordshire, 4 de març de 1981) és una ciclista anglesa especialista en el ciclocròs. Ha guanyat una medalla de bronze al Campionat del món de 2014. També s'ha proclamat dos cops campiona d'Europa.

## Palmarès
- 2005-2006
  -  Campiona del Regne Unit en ciclocròs
- 2006-2007
  -  Campiona del Regne Unit en ciclocròs
- 2007-2008
  -  Campiona del Regne Unit en ciclocròs
- 2008-2009
  -  Campiona del Regne Unit en ciclocròs
- 2009-2010
  -  Campiona del Regne Unit en ciclocròs
- 2010-2011
  -  Campiona del Regne Unit en ciclocròs
- 2011-2012
  -  Campiona del Regne Unit en ciclocròs
- 2012-2013
  -  Campiona d'Europa en ciclocròs
- 2013-2014
  -  Campiona d'Europa en ciclocròs
  -  Campiona del Regne Unit en ciclocròs
- 2017-2018
  - 1a al Trofeu Joan Soler